# إسعاف جوي
إسعاف جوي (بالإنجليزية: Air ambulance)‏ أو الخدمات الطبية الجوية (بالإنجليزية: Air medical services)‏، هو مصطلح شامل يغطي استخدام النقل الجوي، بواسطة طائرة أو مروحية، لنقل المرضى من وإلى مرافق الرعاية الصحية ومواقع الحوادث. ويقوم موظفين متخصصين على متن الطائرة بتقديم الخدمات الشاملة لحالات الطوارئ والرعاية الحرجة لجميع أنواع المرضى أثناء الإخلاء الطبي الجوي أو عمليات.
يعود استخدام النقل الجوي لنقل المرضى إلى الحرب العالمية الأولى، ولكن تم توسيع دوره بشكل كبير خلال صراعات الحرب الكورية وحرب فيتنام. وفي عام 1972، بدأت مستشفى سانت انتوني في دنفر بتقديم أول خدمات الإسعاف ال جوي في المستشفيات. وتستخدم طائرات الهليكوبتر لنقل المرضى بين المستشفيات ومواقع الحوادث، بينما تستخدم الطائرات ذات الأجنحة الثابتة في النقل للمسافات الطويلة.

## التاريخ

### أثناء الحرب
كما هو الحال مع العديد من ابتكارات خدمات الطوارئ الطبية فإن علاج المرضى أثناء الرحلة نشأ في الجيش، إن مفهوم استخدام الطائرات كسيارات إسعاف قديم قدم الرحلة التي تعمل بالطاقة نفسها، على الرغم من عدم استخدام البالونات لإجلاء الجنود الجرحى في حصار باريس عام 1870، تم تجريب الإخلاء الجوي خلال الحرب العالمية الأولى.
تمت أول رحلة إسعاف بريطانية مسجلة في عام 1917 في الإمبراطورية العثمانية عندما نُقل جندي من فيلق الجمال أصيب برصاصة في الكاحل إلى المستشفى في دي هافيلاند في 45 دقيقة، أول إخلاء طبي جوي مسجل في الجيش البريطاني كانت الرحلة البرية نفسها تستغرق حوالي 3 أيام لتكتمل، في العشرينيات من القرن الماضي بدأت العديد من الخدمات، الرسمية وغير الرسمية، في أجزاء مختلفة من العالم، كانت الطائرات بدائية في ذلك الوقت وذات قدرات محدودة.
استمر استكشاف الفكرة، ومع ذلك استخدمت فرنسا والمملكة المتحدة خدمات الإسعاف الجوي المنظمة بالكامل خلال الحروب الاستعمارية في إفريقيا والشرق الأوسط في عشرينيات القرن الماضي، بحلول عام 1936 قامت خدمة الإسعاف الجوي العسكرية المنظمة بإجلاء الجرحى من الحرب الأهلية الإسبانية لتلقي العلاج الطبي في ألمانيا النازية، استمرت هذه الخدمة خلال الحرب العالمية الثانية، وحدث أول استخدام مخصص للطائرات المروحية من قبل القوات الأمريكية خلال الحرب الكورية بين عامي 1950 و1953، استخدم الفرنسيون طائرات هليكوبتر خفيفة في حرب الهند الصينية الأولى، في حين أن المروحيات في الحرب الكورية تُصوَّر على أنها مجرد إزالة الضحايا من ساحة المعركة (وهو ما فعلوه) فقد نقلت أيضًا الحالات الحرجة إلى سفن المستشفيات بعد العلاج الأولي لحالات الطوارئ بالمستشفيات الميدانية، تطورت المعرفة والخبرة في استخدام طائرات الإسعاف الجوي بالتوازي مع تطور الطائرات نفسها، بحلول عام 1969 في فيتنام أدى استخدام الطاقم الطبي المدرب تدريبًا خاصًا وطائرات الإسعاف الجوي المروحية إلى قيام الباحثين الأمريكيين باستنتاج أن الجنود المصابين في المعركة يتمتعون بمعدلات بقاء أفضل من سائقي السيارات المصابين على الطرق السريعة في كاليفورنيا، وقد أدى هذا الأمر إلى القيام بالتجارب الأولى باستخدام المسعفين المدنيين في العالم، يستمر استخدام الطائرات العسكرية كسيارات إسعاف في ساحة المعركة في النمو والتطور اليوم في مجموعة متنوعة من البلدان وكذلك استخدام الطائرات ذات الأجنحة الثابتة للسفر لمسافات طويلة بما في ذلك إعادة الجرحى إلى الوطن.

### الخدمة المدنية
ربما كانت الاستخدامات المدنية الأولى للطائرات كسيارات إسعاف عرضية في شمال كندا وأستراليا والدول الاسكندنافية إذ غالبًا ما يتعذر الوصول إلى المستوطنات النائية ذات الكثافة السكانية المنخفضة عن طريق البر لعدة أشهر في كل مرة أو حتى على مدار العام، في بعض الأماكن في الدول الاسكندنافية وخاصة في النرويج تكون القوارب الوسيلة الأساسية للتنقل بين المجتمعات، في وقت مبكر من تاريخ الطيران بدأ العديد من هذه المجتمعات في الاعتماد على الطيارين المدنيين الذين يقودون طائرات صغيرة وإمدادات النقل والبريد والأطباء والممرضات الزائرين، في أوائل العشرينيات من القرن الماضي أنشأت السويد نظام إسعاف جوي وكذلك فعلت سيام (تايلاند)، في عام 1928 تم إنشاء أول خدمة إسعاف جوي رسمية بدوام كامل في المناطق النائية الأسترالية، في عام 1936 تم إنشاء خدمات الإسعاف الجوي كجزء من الخدمة الطبية في المرتفعات والجزر لخدمة المناطق النائية في هايلاند باسكتلندا، أثبتت سيارات الإسعاف الجوي فائدتها بسرعة في المواقع النائية لكن دورها في المناطق المتقدمة تطور بشكل أبطأ، بعد الحرب العالمية الثانية أنشأت حكومة ساسكاتشوان في ريجينا، ساسكاتشوان كندا أول إسعاف جوي مدني في أمريكا الشمالية، كان على حكومة ساسكاتشوان أن تأخذ بعين الاعتبار المجتمعات النائية والمسافات الكبيرة عند توفير الرعاية الصحية لمواطنيها، لا تزال خدمة الإسعاف الجوي في ساسكاتشوان نشطة، أسس جيه والتر شايفر أول خدمة إسعاف جوي في الولايات المتحدة في عام 1947 في لوس أنجلوس، كان قدر كبير من الاستخدام المبكر للطائرات كسيارات إسعاف في الحياة المدنية، ولا سيما طائرات الهليكوبتر، ينطوي على الاستخدام المرتجل للطائرات التابعة للجيش، في النهاية أصبح هذا أكثر تنظيماً، لم يحدث هذا فقط في الولايات المتحدة ولكن أيضًا في بلدان أخرى وما زال مستمراً حتى يومنا هذا.
تم تنفيذ برنامجين بحثيين في الولايات المتحدة لتقييم تأثير طائرات الهليكوبتر الطبية على الوفيات والمراضة في الساحة المدنية، في 1 نوفمبر 1970 دخلت أول مروحية إسعاف مدنية دائمة كريستوف 1 الخدمة في مستشفى هارلاشينج ميونيخ ألمانيا، أدى النجاح الواضح لكريستوف 1 إلى التوسع السريع للمفهوم في جميع أنحاء ألمانيا، مع دخول كريستوف 10 الخدمة في عام 1975 وكريستوف 20 في عام 1981 وكريستوف 51 في عام 1989، تبنت النمسا النظام الألماني في عام 1983 عندما دخل كريستوفورس 1 الخدمة في إنسبروك، أيضًا في عام 1975 قدم هانز بورغارت أحد مخترعي الإنقاذ الجوي المدني في ألمانيا في مؤتمر أكاديمي في الولايات المتحدة مفهوم «مروحيات الإنقاذ في المهمات الابتدائية والثانوية» الذي كان له تأثير على تدريب الطيران في  فورت روكر ألاباما.

## معرض صور

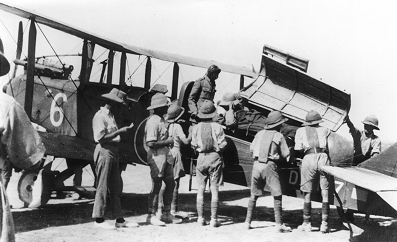
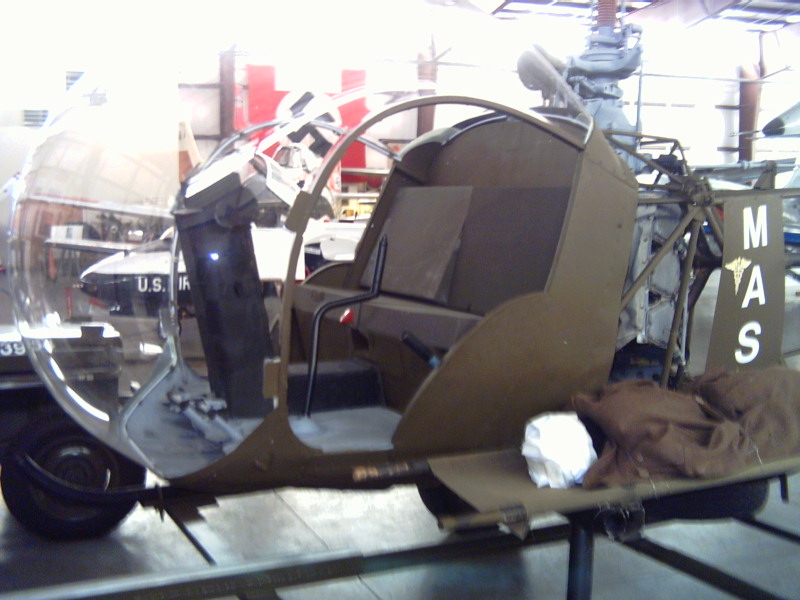
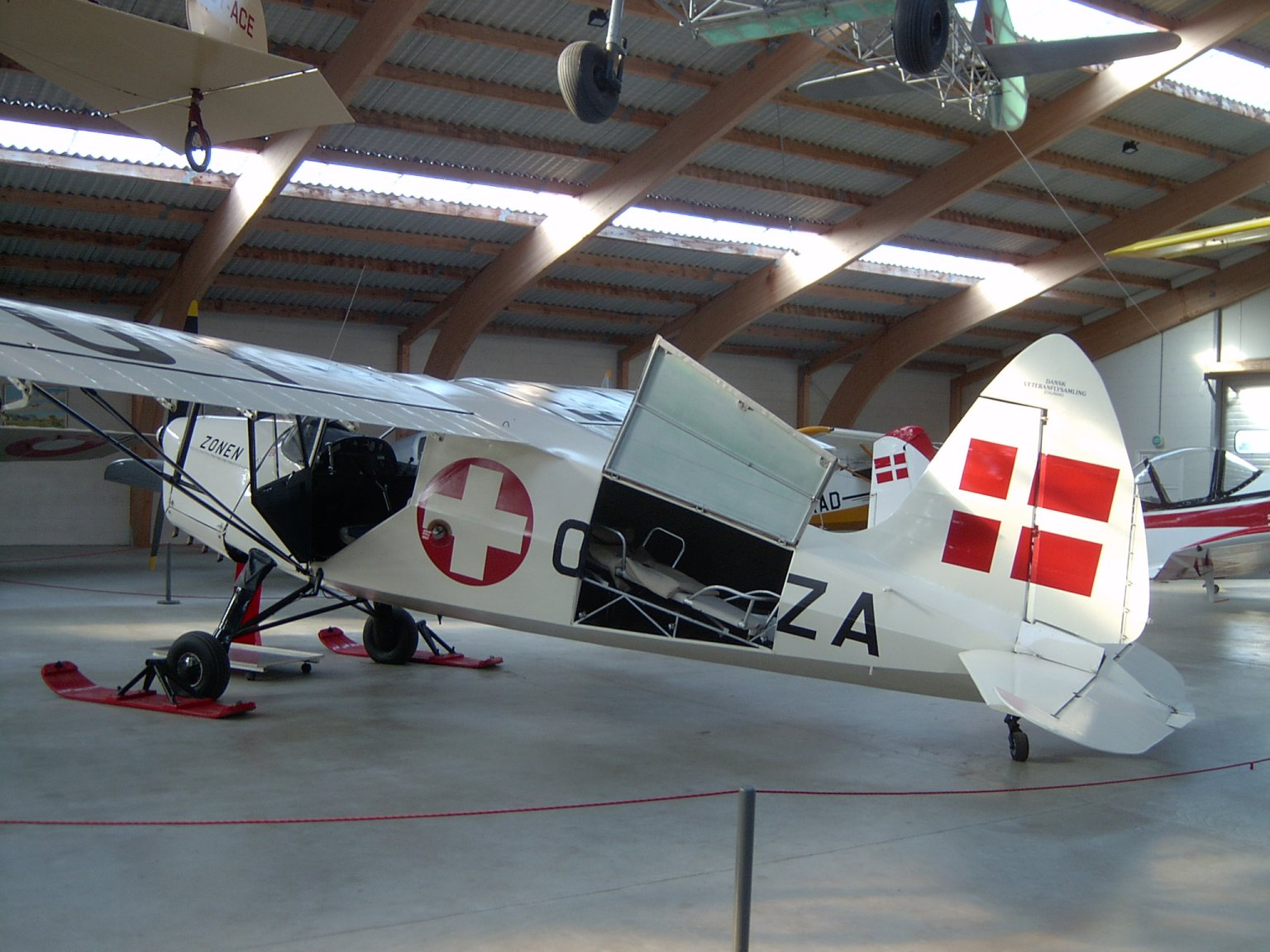
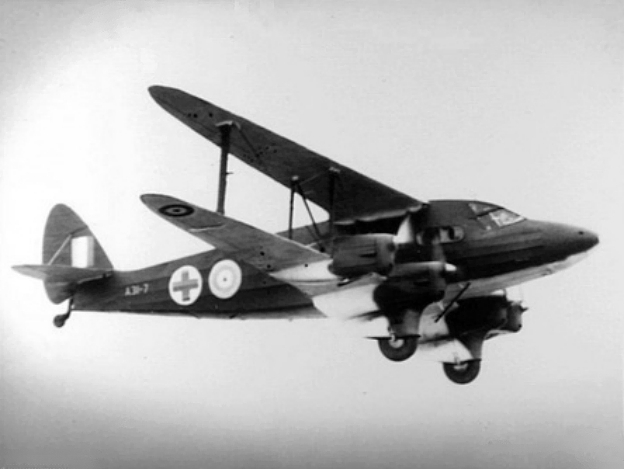